# Belgiens damlandslag i vattenpolo
Belgiens damlandslag i vattenpolo representerar Belgien i vattenpolo på damsidan. Laget har deltagit i en VM-turnering, 1986 då laget blev åtta.

### Fotnoter
1. ↑  Todor Krastev (14 mars 1986). ”Women Water Polo World Championship 1986 Madrid (ESP) - 14-22.08 Winner Australia” (på engelska). Sport Statistics. Arkiverad från originalet den 15 juli 2015. https://web.archive.org/web/20150715221535/http://www.todor66.com/Water_Polo/World/Women_1986.html. Läst 5 oktober 2015.